# Arhopala dascia
Arhopala dascia är en fjärilsart som beskrevs av Swinhoe 1917. Arhopala dascia ingår i släktet Arhopala och familjen juvelvingar. Inga underarter finns listade i Catalogue of Life.